# Запис Урошевића брест (Доње Видово)
Запис Урошевића брест (Доње Видово) се налази на парцели чији је власник Урошевић Мирослав.

## Локација
| Општина             | Параћин                                                          |
| Катастарска општина | Доње Видово                                                      |
| Потес               | Делнице                                                          |
| Координате          | 43° 48′ 34″ С; 21° 22′ 15″ И / 43.8095° С; 21.370699999999999° И |
| Надморска висина    | 125m                                                             |

## Карактеристике
Дендрометријске вредности утврђене на терену и сателитским снимцима:
| Стабло                     | Брест |
| Висина стабла              | m     |
| Обим дебла                 | m     |
| Пречник крошње             | 6m    |
| Пречник дебла              | m     |
| Висина дебла до прве гране | m     |

## База записа
Запис је у оквиру Викимедија пројекта "Запис - Свето дрво" заведен под редним бројем 0630.